# Macy's
A Macy's é uma rede de lojas de departamentos fundada na cidade norte-americana de Nova Iorque em 1858, por Rowland Hussey Macy. A maior dessas lojas fica em Nova Iorque, ocupando um quarteirão inteiro, e é apelidada de a maior loja do mundo. A rede possui um total de 769 lojas espalhadas nos Estados Unidos, Porto Rico, Guam e Hawaii.

## Parada do Dia de Ação de Graças da Macy's
Anualmente a Macy's promove uma parada no Dia de Ação de Graças, nas ruas da cidade de Nova Iorque, considerada como a maior parada do gênero em todo o mundo, contando com centenas de bonecos e balões decorados. O evento tem grande repercussão na mídia, sendo transmitido ao vivo pela TV para todo o território americano EUA.

## Curiosidade
Um de seus donos, o empresário Isidor Straus, morreu no naufrágio do RMS Titanic em 1912.